# Top Volley 2017-2018
Questa voce raccoglie le informazioni riguardanti la Top Volley nelle competizioni ufficiali della stagione 2017-2018.

## Stagione
Nella stagione 2017-18 la Top Volley assume la denominazione sponsorizzata di Taiwan Excellence Latina.
Partecipa per la sedicesima volta alla Superlega; chiude la regular season di campionato all'undicesimo posto in classifica, qualificandosi per i play-off 5º posto, dove esce in semifinale, perdendo la serie contro il Milano.
In Coppa Italia è eliminata agli ottavi di finale dal Milano.

## Organigramma societario
Area direttiva
- Presidente: Gianrio Falivene
- Vicepresidente: Franco Grottoli
- Segreteria generale: Carlo Buzzanca
- Amministrazione: Bruno Monteferri, Valentina Amore
- Team manager: Bartolomeo Cappa
- Direttore sportivo: Candido Grande
- Addetto agli arbitri: Mauro Petrolini
- Logistica: Michael Di Capua, Massimo Falcinelli

Area tecnica
- Allenatore: Vincenzo Di Pinto
- Allenatore in seconda: Marco Franchi
- Scout man: Maurizio Cibba
- Responsabile settore giovanile: Francesco Bignardi

Area comunicazione
- Ufficio stampa: Alessandro Antonelli
- Area comunicazione: Luigi Goldner, Giuseppe Baratta
- Webmaster: Giorgio Rubiu
- Fotografo: Paola Libralato
- Grafica e sviluppo: Danilo Cirelli
- Speaker: Giuseppe Baratta

Area marketing
- Ufficio marketing: Luigi Goldner, Giuseppe Baratta
- Biglietteria: Marina Cacciapuoti, Patrizia Cacciapuoti

Area sanitaria
- Medico: Amedeo Verri
- Preparatore atletico: Andrea Radogna, Glauco Ranocchi
- Fisioterapista: Davide Ghisa, Elio Paolini
- Ortopedico: Gianluca Martini
- Osteopata: Giacinta Milita
- Podologo: Alessandro Russo
- Radiologo: Francesco Sciuto
- Nutrizionista: Gianluca Farina, Fabrizio Spataro

## Rosa
| N° | Nome               | Ruolo | Data di nascita   | Nazionalità sportiva |
| -- | ------------------ | ----- | ----------------- | -------------------- |
| 1  | Louis Caccioppola  | L     | 23 luglio 1998    | Italia               |
| 2  | Erik Shoji         | L     | 24 agosto 1989    | Stati Uniti          |
| 4  | Carmelo Gitto      | C     | 3 luglio 1987     | Italia               |
| 5  | Daniele Sottile    | P     | 17 agosto 1979    | Italia               |
| 7  | Nicolas Le Goff    | C     | 15 febbraio 1992  | Francia              |
| 8  | Carlo De Angelis   | L     | 10 gennaio 1996   | Italia               |
| 9  | Jordan Corteggiani | O     | 7 maggio 1991     | Francia              |
| 11 | Cristian Savani    | S     | 22 febbraio 1982  | Italia               |
| 13 | Andrea Rossi       | C     | 14 febbraio 1989  | Italia               |
| 14 | Yūki Ishikawa      | S     | 11 dicembre 1995  | Giappone             |
| 15 | Gabriele Maruotti  | S     | 25 marzo 1988     | Italia               |
| 16 | Jakub Kovač        | C     | 13 maggio 1997    | Slovacchia           |
| 17 | Huang Pei-Hung     | P     | 17 settembre 1990 | Taipei cinese        |
| 18 | Saša Starović      | O     | 19 ottobre 1988   | Serbia               |

## Mercato
| Acquisti | Acquisti           | Acquisti              | Acquisti   |
| R.       | Nome               | da                    | Modalità   |
| -------- | ------------------ | --------------------- | ---------- |
| O        | Jordan Corteggiani | Chaumont              | definitivo |
| L        | Carlo De Angelis   | Olimpia Bergamo       | definitivo |
| C        | Jakub Kovač        | Trenčín               | definitivo |
| C        | Nicolas Le Goff    | İstanbul BB           | definitivo |
| P        | Huang Pei-Hung     | Long Power            | definitivo |
| S        | Cristian Savani    | Ziraat Bankası        | definitivo |
| L        | Erik Shoji         | Lokomotiv Novosibirsk | definitivo |
| O        | Saša Starović      | PAOK                  | definitivo |

| Cessioni | Cessioni          | Cessioni           | Cessioni   |
| R.       | Nome              | a                  | Modalità   |
| -------- | ----------------- | ------------------ | ---------- |
| L        | Fabio Fanuli      | Powervolley Milano | definitivo |
| O        | Alessandro Fei    | Piacenza           | definitivo |
| S        | Kévin Klinkenberg | Powervolley Milano | definitivo |
| S        | Rozalin Penčev    | Bolívar            | definitivo |
| P        | Matteo Pistolesi  | Porto Robur Costa  | definitivo |
| C        | Danger Quintana   | Minas              | definitivo |
| O        | Bojan Strugar     | Nikī Aiginio       | definitivo |

## Risultati

### Superlega

#### Girone di andata
| 1ª giornata - 15 ottobre 2017 PalaBianchini, Latina                     | Top Volley Latina | 2 - 3 | BluVolley Verona   | 22-25, 22-25, 25-22, 25-19, 17-19 |
| 2ª giornata - 22 ottobre 2017 PalaFlorio, Bari                          | New Mater         | 3 - 1 | Top Volley Latina  | 25-22, 20-25, 25-17, 25-22        |
| 3ª giornata - 25 ottobre 2017 Palasport "Città di Frosinone", Frosinone | Argos             | 2 - 3 | Top Volley Latina  | 15-25, 13-25, 25-19, 25-23, 9-15  |
| 4ª giornata - 29 ottobre 2017 PalaBianchini, Latina                     | Top Volley Latina | 3 - 0 | Lube               | 25-21, 25-22, 28-26               |
| 5ª giornata - 2 novembre 2017 PalaBianchini, Latina                     | Top Volley Latina | 2 - 3 | Piacenza           | 25-21, 25-20, 22-25, 19-25, 12-15 |
| 6ª giornata - 5 novembre 2017 PalaValentia, Vibo Valentia               | Callipo           | 3 - 2 | Top Volley Latina  | 25-17, 19-25, 23-25, 25-22, 15-13 |
| 7ª giornata - 12 novembre 2017 PalaBianchini, Latina                    | Top Volley Latina | 1 - 3 | Modena             | 24-26, 25-22, 32-34, 16-25        |
| 8ª giornata - 23 novembre 2017 PalaTrento, Trento                       | Trentino          | 3 - 2 | Top Volley Latina  | 23-25, 22-25, 25-20, 25-20, 15-10 |
| 9ª giornata - 26 novembre 2017 PalaBianchini, Latina                    | Top Volley Latina | 3 - 0 | Porto Robur Costa  | 25-19, 25-22, 25-19               |
| 10ª giornata - 2 dicembre 2017 Palazzetto dello Sport, Monza            | Milano            | 3 - 1 | Top Volley Latina  | 25-18, 25-19, 27-29, 25-18        |
| 11ª giornata - 10 dicembre 2017 PalaBianchini, Latina                   | Top Volley Latina | 1 - 3 | Sir Safety Perugia | 39-41, 25-20, 15-25, 17-25        |
| 12ª giornata - 17 dicembre 2017 PalaSanLazzaro, Padova                  | Padova            | 3 - 0 | Top Volley Latina  | 25-20, 25-23, 25-23               |
| 13ª giornata - 26 dicembre 2017 PalaBianchini, Latina                   | Top Volley Latina | 0 - 3 | Powervolley Milano | 18-25, 20-25, 20-25               |

#### Girone di ritorno
| 1ª giornata - 25 gennaio 2018 PalaOlimpia, Verona               | BluVolley Verona   | 3 - 1 | Top Volley Latina | 25-18, 25-19, 21-25, 25-22        |
| 2ª giornata - 4 gennaio 2018 PalaBianchini, Latina              | Top Volley Latina  | 3 - 0 | New Mater         | 25-16, 25-15, 25-20               |
| 3ª giornata - 7 gennaio 2018 PalaBianchini, Latina              | Top Volley Latina  | 3 - 0 | Argos             | 25-19, 25-22, 25-20               |
| 4ª giornata - 10 gennaio 2018 PalaCivitanova, Civitanova Marche | Lube               | 3 - 0 | Top Volley Latina | 25-22, 25-16, 25-16               |
| 5ª giornata - 14 gennaio 2018 PalaBanca, Piacenza               | Piacenza           | 3 - 2 | Top Volley Latina | 18-25, 25-23, 24-26, 25-21, 15-12 |
| 6ª giornata - 19 gennaio 2018 PalaBianchini, Latina             | Top Volley Latina  | 3 - 0 | Callipo           | 25-23, 25-17, 25-20               |
| 7ª giornata - 4 febbraio 2018 PalaPanini, Modena                | Modena             | 3 - 0 | Top Volley Latina | 28-26, 25-17, 28-26               |
| 8ª giornata - 7 febbraio 2018 PalaBianchini, Latina             | Top Volley Latina  | 1 - 3 | Trentino          | 25-21, 20-25, 18-25, 18-25        |
| 9ª giornata - 11 febbraio 2018 PalaDeAndré, Ravenna             | Porto Robur Costa  | 3 - 0 | Top Volley Latina | 25-17, 25-18, 28-26               |
| 10ª giornata - 18 febbraio 2018 PalaBianchini, Latina           | Top Volley Latina  | 1 - 3 | Milano            | 14-25, 26-24, 20-25, 24-26        |
| 11ª giornata - 21 febbraio 2018 PalaEvangelisti, Perugia        | Sir Safety Perugia | 3 - 1 | Top Volley Latina | 16-25, 25-16, 25-21, 25-10        |
| 12ª giornata - 25 febbraio 2018 PalaBianchini, Latina           | Top Volley Latina  | 2 - 3 | Padova            | 20-25, 25-22, 25-22, 17-25, 11-15 |
| 13ª giornata - 4 marzo 2018 PalaPiantanida, Busto Arsizio       | Powervolley Milano | 2 - 3 | Top Volley Latina | 30-32, 18-25, 25-16, 25-22, 10-15 |

#### Play-off 5º posto
| Ottavi di finale (gara 1) - 10 marzo 2018 PalaBianchini, Latina          | Top Volley Latina  | 3 - 0 | New Mater          | 25-18, 25-22, 25-16               |
| Ottavi di finale (gara 2) - 21 marzo 2018 PalaFlorio, Bari               | New Mater          | 0 - 3 | Top Volley Latina  | 13-25, 21-25, 23-25               |
| Quarti di finale (andata) - 31 marzo 2018 PalaBianchini, Latina          | Top Volley Latina  | 3 - 2 | Powervolley Milano | 25-11, 21-25, 25-23, 22-25, 15-11 |
| Quarti di finale (ritorno) - 8 aprile 2018 PalaPiantanida, Busto Arsizio | Powervolley Milano | 0 - 3 | Top Volley Latina  | 22-25, 23-25, 22-25               |
| Semifinali (andata) - 15 aprile 2018 PalaBianchini, Latina               | Top Volley Latina  | 2 - 3 | Milano             | 22-25, 25-19, 25-21, 20-25, 11-15 |
| Semifinali (ritorno) - 22 aprile 2018 Palazzetto dello Sport, Monza      | Milano             | 3 - 0 | Top Volley Latina  | 25-22, 25-22, 25-22               |

### Coppa Italia
| Ottavi di finale - 11 ottobre 2017 Palazzetto dello Sport, Monza | Milano | 3 - 0 | Top Volley Latina | 25-17, 25-22, 25-22 |

## Statistiche

### Statistiche di squadra
| Competizione | Punti | In casa | In casa | In casa | In trasferta | In trasferta | In trasferta | Totale | Totale | Totale |
| Competizione | Punti | G       | V       | P       | G            | V            | P            | G      | V      | P      |
| ------------ | ----- | ------- | ------- | ------- | ------------ | ------------ | ------------ | ------ | ------ | ------ |
| Superlega    | 25    | 16      | 7       | 9       | 16           | 4            | 12           | 32     | 11     | 21     |
| Coppa Italia | -     | 0       | 0       | 0       | 1            | 0            | 1            | 1      | 0      | 1      |
| Totale       | -     | 16      | 7       | 9       | 17           | 4            | 13           | 33     | 11     | 22     |

G = partite giocate; V = partite vinte; P = partite perse

### Statistiche dei giocatori
| Giocatore      | Superlega | Superlega | Superlega | Superlega | Superlega | Coppa Italia | Coppa Italia | Coppa Italia | Coppa Italia | Coppa Italia | Totale | Totale | Totale | Totale | Totale |
| Giocatore      | P         | PT        | AV        | MV        | BV        | P            | PT           | AV           | MV           | BV           | P      | PT     | AV     | MV     | BV     |
| -------------- | --------- | --------- | --------- | --------- | --------- | ------------ | ------------ | ------------ | ------------ | ------------ | ------ | ------ | ------ | ------ | ------ |
| L. Caccioppola | 2         | 0         | 0         | 0         | 0         | -            | -            | -            | -            | -            | 2      | 0      | 0      | 0      | 0      |
| J. Corteggiani | 23        | 36        | 31        | 3         | 2         | 1            | 4            | 4            | 0            | 0            | 24     | 40     | 35     | 3      | 2      |
| C. De Angelis  | 17        | 0         | 0         | 0         | 0         | 1            | 0            | 0            | 0            | 0            | 18     | 0      | 0      | 0      | 0      |
| C. Gitto       | 31        | 143       | 95        | 42        | 6         | 1            | 2            | 2            | 0            | 0            | 32     | 147    | 97     | 42     | 6      |
| Huang P.       | 14        | 1         | 1         | 0         | 0         | 1            | 0            | 0            | 0            | 0            | 15     | 1      | 1      | 0      | 0      |
| Y. Ishikawa    | 23        | 218       | 184       | 17        | 17        | -            | -            | -            | -            | -            | 23     | 218    | 184    | 17     | 17     |
| J. Kovač       | 3         | 0         | 0         | 0         | 0         | 0            | 0            | 0            | 0            | 0            | 3      | 0      | 0      | 0      | 0      |
| N. Le Goff     | 29        | 120       | 85        | 29        | 6         | 1            | 0            | 0            | 0            | 0            | 30     | 120    | 85     | 29     | 6      |
| G. Maruotti    | 28        | 302       | 261       | 20        | 21        | 1            | 7            | 6            | 1            | 0            | 29     | 309    | 267    | 21     | 21     |
| A. Rossi       | 32        | 168       | 108       | 50        | 10        | 1            | 5            | 2            | 0            | 3            | 33     | 173    | 110    | 50     | 13     |
| C. Savani      | 31        | 347       | 272       | 44        | 31        | 1            | 11           | 9            | 2            | 0            | 32     | 358    | 281    | 46     | 31     |
| E. Shoji       | 32        | 1         | 1         | 0         | 0         | 1            | 0            | 0            | 0            | 0            | 33     | 1      | 1      | 0      | 0      |
| D. Sottile     | 32        | 62        | 37        | 15        | 10        | 1            | 1            | 1            | 0            | 0            | 33     | 63     | 38     | 15     | 10     |
| S. Starović    | 31        | 462       | 378       | 48        | 36        | 1            | 10           | 8            | 2            | 0            | 32     | 472    | 386    | 50     | 36     |

P = presenze; PT = punti totali; AV = attacchi vincenti; MV = muri vincenti; BV = battute vincenti